# 福島潤
福島潤（日语：／ Fukushima Jun，1976年9月4日—），出生於日本愛媛縣，日本男性配音員。隷屬ARTSVISION，血型為O型。於日本播音演技研究所畢業。

## 人物
- 3兄弟的長男。
- 到東京後曾體驗過宿舍生活。但是因為受不了室友不收拾的態度，過了1年後搬離宿舍[2]。

## 演出作品

### 電視動畫
1998年
- ヨシモトムチッ子物語（ヨコバエヨシオ）

1999年
- 麻煩巧克力（秋刀魚）

2000年
- 捍衛者（級友B）
- 幻影死神（男子B）

2001年
- 小小雪精靈（艾倫、山姆、雷使）
- 地球防衛家族（搞笑藝人、圍觀者B、路人）
- 棋靈王（學生）

2002年
- 我們這一家（男性A）
- 十二國記（卓的同級生們）

2003年
- 急救超人兵團
- 天使怪盜（西村祐次）
- 灌籃少年（結城望）
- 人生交叉點（和田）
- 鋼之鍊金術師（雷歐）
- 十二國記（卓的同級生們）

2004年
- 犬夜叉（弟子）

2005年
- 哆啦A夢（浦島太郎）
- 名侦探柯南（香田杜夫）(第447話)

2006年
- 名偵探柯南（石田一馬）

2007年
- 名偵探柯南（立松新三郎、朋友）
- 流星之洛克人（主持人）

2012年
- 創聖機械天使EVOL（基恩·姆梭文）

2013年
- 琴浦小姐（真鍋義久）
- 我的朋友很少NEXT（篠乃杜櫻路）
- 斷裁分離的罪惡之剪（高中部男子）
- 我不受歡迎，怎麼想都是你們的錯！（小坂）
- 飆速宅男（鳴子章吉）
- 紙箱戰機WARS（伊丹京次）

2014年
- 健全機鬥士（尼爾森）
- NO GAME NO LIFE 遊戲人生（前國王）
- 飆速宅男 GRANDE ROAD（鳴子章吉）
- SHIROBAKO（茶澤信輔）

2015年
- 名侦探柯南（岸田悟 #791）
- 槍與面具（幫的殘黨首領）
- 在地下城尋求邂逅是否搞錯了什麼（格多·萊修）
- Fate/stay night [Unlimited Blade Works]（阿特拉姆•加里阿斯塔）
- 青春×機關槍 特別篇「這是野獸們的戰場！」（角色扮演軍團）

2016年
- 為美好的世界獻上祝福！（佐藤和真）
- SUPER LOVERS（黑崎十全）[3]
- 少年女僕（日野耕司）
- 在下坂本，有何貴幹？（不良、男子學生）
- 刀劍亂舞－花丸－（浦島虎徹）
- 輕拍翻轉小魔女（日高）
- 夢幻慶典（舞蹈老師）

2017年
- ALL OUT!!（二見峻介）
- 南鎌倉高校女子自行車社（鯖屋）
- 飆速宅男 NEW GENERATION（鳴子章吉）
- 為美好的世界獻上祝福！2（佐藤和真）
- SUPER LOVERS 2（黑崎十全）
- 來自「没有荣耀的天才们」的故事（日语：栄光なき天才たち）（游泳部員D）[4]
- 時鐘機關之星（馬西莫）
- 有頂天家族2（鬼B）
- 咕嚕咕嚕魔法陣（門衛）

2018年
- 比宇宙更遠的地方（冰見大）
- 伊藤潤二驚選集（大谷）
- 續 刀劍亂舞－花丸－（浦島虎徹）
- 飆速宅男 GLORY LINE（鳴子章吉）
- 霸穹 封神演義（袁天君）
- HUG！光之美少女（哈利哈姆·哈利（人類形態））
- 棒球大聯盟2nd（眉村涉）
- 刀劍神域外傳Gun Gale Online（玩家）
- 鬼燈的冷徹 第貳期 其之貳（因幡）
- 惡魔高校D×D HERO（吉克）
- 後街女孩（竹村真治）
- 工作細胞（細菌）
- 關於我轉生變成史萊姆這檔事（戈畢爾）
- 我讓最想被擁抱的男人給威脅了。（五十森隼人）
- JoJo的奇妙冒險 黃金之風（波爾馬吉歐）

2019年
- 鬼滅之刃
- 異世界四重奏（佐藤和真[5]）
- 賢惠幼妻仙狐小姐（三鷹）
- 鑽石王牌 act II（神足和斗、神足優斗）
- 魔法水果籃（竹井誠）
- 萌獸寵物店（陽炎）
- 名侦探柯南（豹藤诚）

2020年
- 索瑪麗與森林之神（似貓）
- 哆啦A夢（考試官機器人、大野狼）
- 異世界四重奏2（佐藤和真）
- 理科生墜入情網，故嘗試證明。（犬飼虎輔[6]）
- 超異域公主連結 Re:Dive（查理、盜賊2）
- 魔法水果籃 2nd season（竹井誠）
- 闇影詩章（Drei）

2021年
- 關於我轉生變成史萊姆這檔事 第2期（戈畢爾）
- 工作細胞!!（腮腺炎病毒、螺旋桿菌）
- 花樣滑冰Stars（攝影師）
- 無職轉生～到了異世界就拿出真本事～（帕庫斯·西隆）
- 關於我轉生變成史萊姆這檔事 轉生史萊姆日記（戈畢爾）
- 魔法水果籃 The Final（竹井誠）
- Vivy -Fluorite Eye's Song-（M）
- 開掛藥師的異世界悠閒生活～到異世界開藥房去～（桐尾禮治）

2022年
- 超異域公主連結 Re:Dive Season 2（查理）
- 幻想三國誌 -天元靈心記-（愛心茶桶）
- 秘密內幕～女警的反擊～（優太）
- 理科生墜入情網，故嘗試證明。r=1-sinθ（犬飼虎輔）
- 派對咖孔明（老闆小林[7]）
- 青之蘆葦（梅津寺GK、壬生年宗、觀眾）
- RPG不動產（カニール）
- 飆速宅男 LIMIT BREAK（鳴子章吉）
- 決鬥大師 WIN（ケンドラ）
- 聖劍傳說 Legend of Mana -The Teardrop Crystal-（企鵝）
- 森林家族 芙蕾雅的快樂日記（魯卡斯）
- 前進吧！登山少女 Next Summit（古田老師）

2023年
- 英雄傳說 閃之軌跡 北方戰役（伊巴諾·羅曼[8]）
- HIGH CARD 至高之牌（羅伯特·T·沙贊德）
- 我內心的糟糕念頭（太田力[9]）
- 為美好的世界獻上爆焰！（旁白、運動服工人→冒險者）
- 決鬥大師 WIN 決鬥學園篇（ケンドラ）
- 藍色管弦樂（柴田修[10]）
- 帶著智慧型手機闖蕩異世界。2（沙布）
- 森林家族 芙蕾雅的GO FOR DREAM！（魯卡斯）
- 死神少爺與黑女僕（哈特兄弟）
- 我想成為影之強者！ 2nd season（看門狗）
- 16bit的感動 ANOTHER LAYER（五味川清〈殭屍〉[11]）
- 家裡蹲吸血姬的鬱悶（阿爾曼·崗德森布萊德[12]）
- 不死不運（克羅賽斯[13]）
- 哥布林殺手II（半森人斥候）

2024年
- 我內心的糟糕念頭 第2期（太田力[14]）
- 公主殿下，「拷問」的時間到了（卡納吉[15]）
- 卡片戰鬥！！先導者 Divinez（竹松健斗）
- 小酒館Basue（風間[16]）
- 刀劍亂舞 廻 -虛傳 燃燒的本能寺-（浦島虎徹[17]）
- 殺手寓言（胡狼富岡[18]）
- 為美好的世界獻上祝福！3（佐藤和真[19]）
- 關於我轉生變成史萊姆這檔事 第3期（戈畢爾[20]）
- 怪獸8號（三池[21]）
- 從Lv2開始開外掛的前勇者候補過著悠哉異世界生活（佛基·姆基[22]）
- 異世界自殺突擊隊（賽希爾[23]）
- 異世界失格（眼鏡）
- 為何我的世界被遺忘了？（但丁）

2025年
- 雖然是公會的櫃檯小姐，但因為不想加班所以打算獨自討伐迷宮頭目（史雷・奧客）
- WITCH WATCH 魔女守護者（西古凶奇[24]）
- 我是星際國家的惡德領主！（古利弗）

2026年
- 公主殿下，「拷問」的時間到了（第2期）（卡納吉[25]）
- 判處勇者刑 懲罰勇者9004隊刑務紀錄（渣布[26]）

時期未定
- 異世界四重奏3（佐藤和真[27]）

### 劇場版動畫
2001年
- 笑園漫畫大王（男學生）

2004年
- 新暗行御史（浚）

2005年
- 神奇寶貝劇場版：夢幻與波導的勇者 路卡利歐（琪朵的瑪狃拉B）

2018年
- 我想吃掉你的胰臟（口香糖君[28]）

2019年
- 劇場版 為美好的世界獻上祝福！紅傳說（佐藤和真[29]）

2020年
- 光之美少女 Miracle Leap 與大家不可思議的一天（哈利哈姆·哈利（人類形態）[30]）

2022年
- 異世界四重奏〜Another World〜（佐藤和真）
- 劇場版 擅長捉弄人的高木同學（カツオ）
- 特『刀劍亂舞-花丸-』～月之卷～（浦島虎徹）
- 關於我轉生變成史萊姆這檔事 紅蓮之絆篇（加畢爾）

### OVA
1999年
- BREAK-AGE（男子A）

2012年
- 鋼索危情（哲、西島組組員3）

2014年
- 翼與螢火蟲（烏丸吉成）

2016年
- 為美好的世界獻上祝福！（佐藤和真）※小說第9卷限定版附贈BD

2017年
- 為美好的世界獻上祝福！2（佐藤和真）※小說第12卷限定版附贈BD

2025年
- 為美好的世界獻上祝福！3—BONUS STAGE—（佐藤和真[31]）

### 網路動畫
2015年
- 怪物彈珠（傲拉龍）[32][33]

### 遊戲
2003年
- 機動戰士GUNDAM外傳 宇宙、閃光的盡頭…（兵士〈ギュスター・パイパー〉）

2004年
- Wings Innocent（宇都妓千夜）
- 帝國千戰記（PS2版）（陶青樺）
- 馳風！競艇王V（五十嵐正美）
- etude prologue 〜揺れ動く心のかたち〜（草薙瞬）
- GUNDAM激鬥會戰（ギュスター・パイパー）

2007年
- 好逑少女！！夏日射手（白金湊）

2010年
- TAKUYO Mix Box ～First Anniversary～（草薙瞬）

2013年
- 紙箱戰機WARS（伊丹京次）

2014年
- 第3次超級機器人大戰Z 時獄篇（金·無雙）
- 女裝魔法少年（寺田志春）
- 刀劍亂舞（浦島虎徹）

2015年
- 栽培少年（コルト）[34]

2016年
- 為了誰的鍊金術師（拉美西斯）
- 美男高校地球防衛部 LOVE！GAME！（家渋ロック）
- 魯弗蘭的地下迷宮與魔女的旅團（涅爾德）

2017年
- 在茜色的世界與君詠唱（平清盛）

2018年
- 永恆冒險（格蘭迪耶）

2019年
- 聖火降魔錄 英雄雲集（米謝爾）

2020年
- 魔法禁书目录 幻想收束（佐藤和真）
- 為美好的世界獻上祝福！Fantastic Days（佐藤和真）

2022年
- 最终幻想XIV（瓦爾桑、弗栗多、合瞑威）

### 外語配音
- 雷鳥神機隊 劇場版（約翰·崔西〈DVD版〉）
- 雷鳥神機隊6號（約翰·崔西〈DVD版〉）

### CD
- 仔羊捕獲ケーカク！スイートボーイズライフ
- 櫻花大戰Vol.3巴黎篇
- ピュアメール
- 僕にお月様を見せないで
- リトルラバーズ

### 有聲漫畫
2022年
- WITCH WATCH（風祭監志、其他）

2023年
- WITCH WATCH（風祭監志、其他）

2024年
- 神樂鉢（柴）

## 外部連結
- 事務所官方簡歷 （页面存档备份，存于）
- 交換日記（暫） （页面存档备份，存于）